# Palle Brinck
Palle Brinch (født 12. februar 1939) er en tidligere dansk fodboldspiller, som spillede hele hans karriere i Vejle Boldklub.
Palle Brinch fik som 20-årig i 1959 debut i Vejle Boldklub i landspokalfinalen, som han var med til at vinde. Han spillede som forsvarsspiller og højre midtbane i VB, hvor han frem til 1966 opnåede 125 kampe og scorede 11 mål.